# Němčany
Němčany (in tedesco Niemtschan) è un comune della Repubblica Ceca facente parte del distretto di Vyškov, in Moravia Meridionale.